# Shllak
Shllak is een plaats en voormalige gemeente in de stad (bashkia) Vau i Dejës in de prefectuur Shkodër in Albanië. Sinds de gemeentelijke herindeling van 2015 doet Shllak dienst als deelgemeente en is het een bestuurseenheid zonder verdere bestuurlijke bevoegdheden. De plaats telde bij de census van 2011 671 inwoners.